# Diego Camacho Quesada
Pour les articles homonymes, voir Camacho et Quesada.
Diego Camacho Quesada est un footballeur espagnol né le 3 octobre 1976 à Madrid. Il évolue au poste de milieu de terrain.

## Palmarès
- Avec le Recreativo Huelva
  - Finaliste de la coupe d'Espagne en 2003.